# جعفرآباد علیا (بوانات)
جعفرآباد علیا (بوانات)، روستایی از توابع بخش مرکزی شهرستان بوانات در استان فارس ایران است.

## جمعیت
این روستا در دهستان باغستان قرار دارد و براساس سرشماری مرکز آمار ایران در سال ۱۳۸۵، جمعیت آن 550 نفر (140 خانوار) بوده‌است.